# Pałac Kwirynalski
Pałac Kwirynalski (wł. Palazzo del Quirinale, często nazywany po prostu Kwirynałem) – pałac   położony na Kwirynale, najwyższym z siedmiu rzymskich wzgórz. Obecnie jest oficjalną siedzibą prezydentów Włoch.
Pałac został wzniesiony w 1573 na zamówienie papieża Grzegorza XIII z przeznaczeniem na letnią rezydencję. Wkrótce stał się głównym gmachem administracji Państwa Kościelnego, wielokrotnie odbywało się w nim też konklawe. Po zjednoczeniu Włoch stał się oficjalną (choć nie zawsze rzeczywistą) siedzibą królów tego państwa. Od czasu zniesienia monarchii w 1946, rezydują tu kolejni prezydenci Republiki Włoskiej. 
Głównym projektantem fasady pałacu był Domenico Fontana. Przynależącą do niego tzw. wielką kaplicę zaprojektował Carlo Maderno. Większość fresków w pałacu namalował Guido Reni, jednak najsłynniejszy z nich – Błogosławiący Chrystus – jest dziełem Melozza da Forli